# Singularity (singolo Jon Hopkins)
Singularity è un singolo del musicista britannico Jon Hopkins, pubblicato il 4 maggio 2018 come terzo estratto dall'album omonimo.

## Video musicale
Il videoclip, diretto da Seb Edwards, è stato pubblicato il 19 settembre 2018 attraverso il canale YouTube dell'artista e mostra l'incontro tra un uomo e una donna, quest'ultima giunta dal cielo, che in seguito danzano e lottano per tutta la durata del video.

## Tracce
Download digitale
1. Singularity (Edit) – 4:27

Download digitale – remix
1. Singularity (ANNA Remix) – 8:31

## Formazione
Musicisti
- Jon Hopkins – pianoforte, campionatore, programmazione
- Emma Smith – strumenti ad arco
- Leo Abrahams – chitarra
- Cherif Hashizume – programmazione aggiuntiva della batteria
- Sasha Lewis – sound design, programmazione aggiuntivi

Produzione
- Jon Hopkins – produzione, ingegneria del suono, missaggio
- Cherif Hashizume – missaggio, ingegneria del suono aggiuntiva
- Rik Simpson – programmazione e missaggio aggiuntivi